# Adriana Crisci
Adriana Crisci (Eitorf, 24 luglio 1982) è una ginnasta italiana nelle discipline della ginnastica artistica e del trampolino elastico.
Con la Nazionale di ginnastica artistica italiana ha partecipato a varie edizioni degli Campionati europei e mondiali, oltre ai Giochi olimpici di Sydney 2000. È sorella minore di Marianna Crisci, anche lei ginnasta della Nazionale.

## Carriera sportiva
Nasce in Germania Ovest da padre siciliano e madre greca, dopo la sua nascita si trasferisce con i genitori a Torino.

### Ginnastica artistica

#### Junior
Nel 1994 partecipa ai suoi primi assoluti italiani con la Società Ginnastica Pro Novara e nel 1996 arriva al primo posto. Nello stesso anno partecipa ai Campionati europei juniores, vincendo due argenti. Nel 1997 partecipa ai Giochi del Mediterraneo insieme a Martina Bremini, Laura Montagnolo, Paola Rivi e Giordana Rocchi, vincendo quattro argenti e un bronzo. Nel 1998 prende parte ai mondiali juniores, ottenendo l'ottava posizione individuale.

#### Senior
Nel 1998 partecipa ai Campionati europei, ottenendo l'ottava posizione individuale e la sesta a squadre. Prende poi parte alla American Cup del 1999, dove ottiene la medaglia di bronzo al corpo libero con 9,350, superata solo dall'americana Vanessa Atler e dall'ucraina Viktoria Karpenko. Partecipa inoltre ai Campionati mondiali del 1999, dove la squadra italiana ottiene la qualificazione per Giochi olimpici di Sydney 2000.
Nel 2000 vince i Campionati italiani assoluti per la seconda volta con la Pro Novara. Partecipa inoltre ai Campionati europei di Parigi 2000, arrivando solo diciottesima a causa di un errore alle parallele, e alle olimpiadi di Sydney, dove conclude al 25º posto assoluto, posizione anch'essa non soddisfacente. Nel concorso a squadre si classifica undicesima insieme a Monica Bergamelli, Martina Bremini, Alice Capitani, Irene Castelli e Laura Trefiletti. 
Nel 2001 viene poi convocata per i Campionati Italiani Assoluti di Gorizia, dove si classifica nona nell'all-around.
Dopo un periodo di incertezze, decide infine di lasciare l'attività agonistica nel 2002.

### Trampolino elastico
A partire dal 2006 la Crisci torna all'agonismo, questa volta nel trampolino elastico. Si dedica a quella specialità per circa due anni, arrivando al terzo posto ai Campionati italiani assoluti italiani del 2008. Alla fine di quello stesso anno lascia l'attività.

### Ritorno alla ginnastica
Nel gennaio 2012 la Crisci torna alla ginnastica artistica con la Società Ginnastica Victoria nel Campionato Nazionale di Serie B. Nel giugno del 2012, partecipa nuovamente, undici anni dopo, ai Campionati assoluti, raggiungendo l'argento al volteggio con 13,275 dietro ad Arianna Rocca.
A marzo 2013 partecipa al Trofeo Città di Jesolo, come componente di una squadra "sperimentale" della Nazionale italiana (composta anche da Serena Bugani, Martine Buro, Arianna Rocca, Giulia Leni e Giulia Paglia), tornando quindi a vestire dopo oltre una dozzina d'anni la maglia della nazionale. La sua squadra si classifica al quarto posto (208.650 punti). È tra le candidate per i Mondiali di Anversa 2013 insieme a Vanessa Ferrari, Carlotta Ferlito, Alessia Leolini, Francesca Deagostini e Chiara Gandolfi. Infine si decide però di non convocarla, anche a causa di un infortunio. Ai campionati italiani assoluti di ginnastica artistica 2013 arriva al decimo posto assoluto con 51,750.
Partecipa ai campionati italiani assoluti di ginnastica artistica 2015, classificandosi al secondo posto al volteggio con 13,875, dietro Sofia Busato. A settembre dello stesso anno prende parte alla Golden League, vincendo la medaglia di bronzo al corpo libero. L'anno successivo non riesce a ottenere la convocazione per le olimpiadi di Rio de Janeiro. Chiude la propria carriera sportiva alla fine del 2017.

## Altre attività
- Tra maggio e ottobre 2009 la Crisci viene selezionata e lavora in Canada per il Cirque du Soleil. Viene inserita nello spettacolo Alegría, ma deve smettere dopo pochi mesi a causa del riacutizzarsi di alcuni problemi fisici.[2][3]